# Ethmia mixtella
Ethmia mixtella is een vlinder uit de familie grasmineermotten (Elachistidae). De wetenschappelijke naam van deze soort is voor het eerst geldig gepubliceerd in 1915 door Chrétien.
De soort komt voor in tropisch Afrika.